# 2009 en Colombie-Britannique
Chronologie de la Colombie-Britannique
- 2005
- 2006
- 2007
- 2008
- 2009
- 2010
- 2011
- 2012
- 2013

Cette page concerne des événements qui se sont produits durant l'année 2009 dans la province canadienne de Colombie-Britannique.

## Politique
- Premier ministre : Gordon Campbell
- Chef de l'Opposition : Carole James du Nouveau Parti démocratique de la Colombie-Britannique
- Lieutenant-gouverneur : Steven Point
- Législature :

## Événements
- Mise en service :

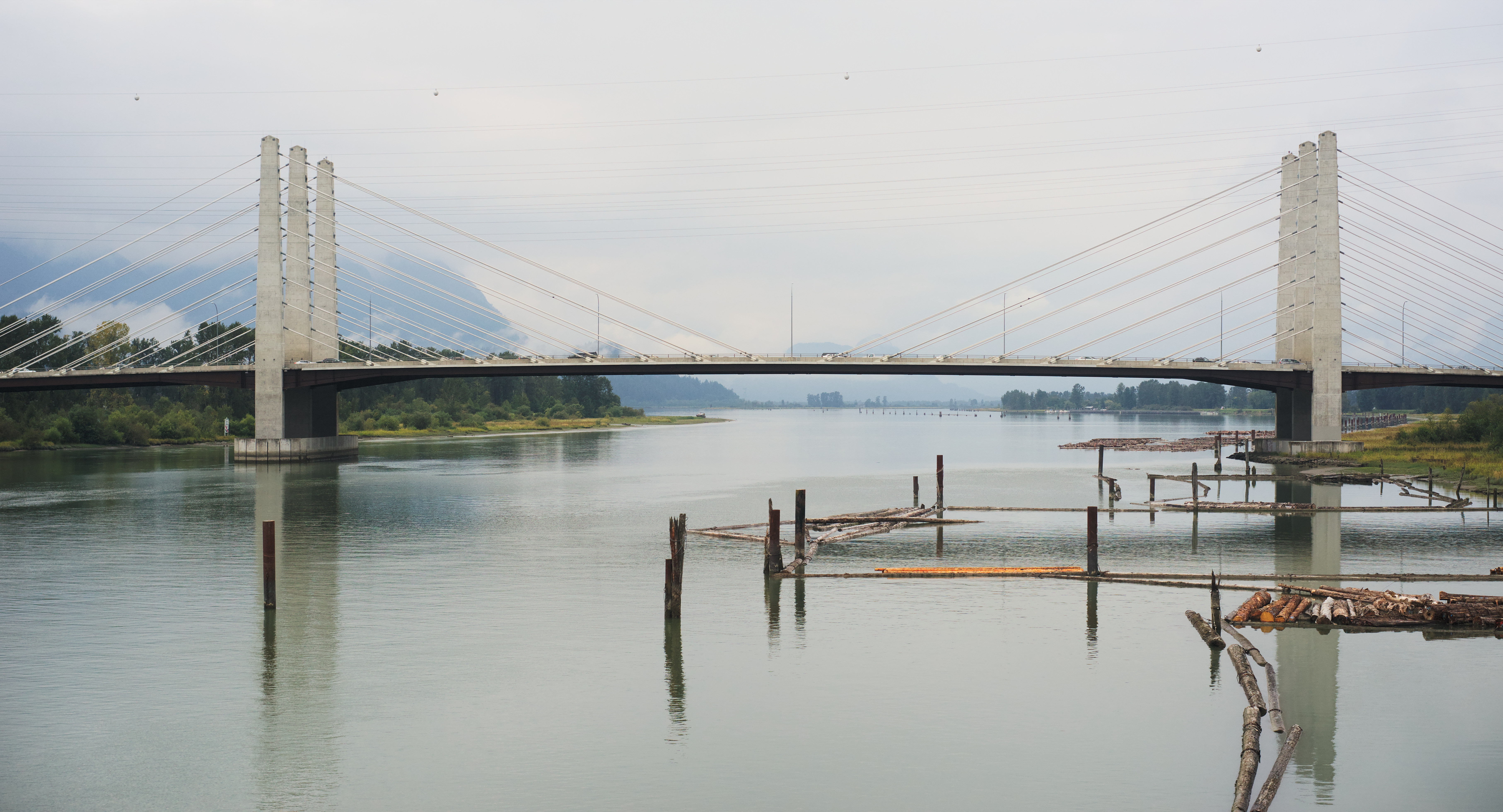
Pitt River Bridge en 2016.

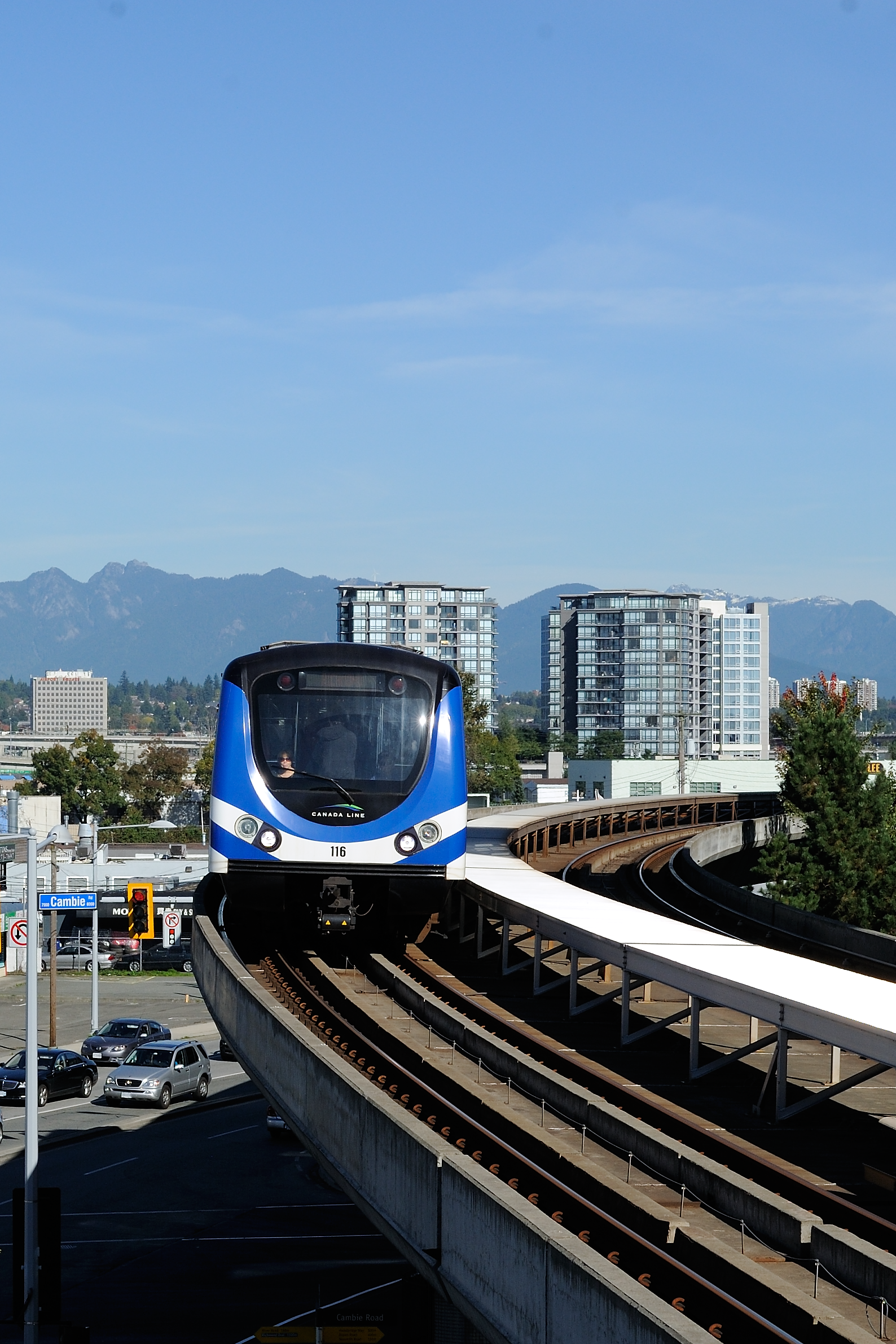
Rame du SkyTrain arrivant à la Bridgeport Station

  - entre Port Coquitlam et Pitt Meadows du  Pitt River Bridge , pont haubané en harpe dont la portée principale est de 190 mètres [1]. Le pont est achevé le 4 octobre 2009.
  - à Richmond :
    - de l'  Aberdeen SkyTrain Station , station de métro sur la Canada Line (Richmond-Airport-Vancouver Line)[2].
    - de la  Bridgeport SkyTrain Station , station de métro sur la Canada Line (Richmond-Airport-Vancouver Line)[3]
    - de la  Lansdowne SkyTrain Station , station de métro sur la Canada Line (Richmond-Airport-Vancouver Line)[4]

  - à Squamish :
    - de la  Stawamus Chief Pedestrian Overpass  passerelle en arc avec tablier inférieur pour piétons de 30 mètres de portée[5].

  - à Vancouver :
    - de la  Broadway–City Hall SkyTrain Station , station de métro sur la Canada Line (Richmond-Airport-Vancouver Line)[6].
- 8 janvier 2009 : le ministre de la Justice de la Colombie-Britannique, Wally Oppal, accuse deux membres d'une secte, dont son chef de polygamie. Ce dernier aurait 20 épouses. La communauté est installée à Bountiful (700 km à l'est de Vancouver), près de la frontière avec les États-Unis. 100 hommes y vivraient avec 900 femmes et enfants. Selon les témoignages recueillis par les autorités des jeunes filles à peine pubères seraient mariés à des hommes beaucoup plus âgés au cours de cérémonies dites « célestes »[7].
- 2 mai 2009 : 56 cas confirmés de grippe H1N1 dans tout le Canada : 19 cas en Colombie-Britannique, 14 en Nouvelle-Écosse, 12 en Ontario, 8 en Alberta, 2 au Québec et un au Nouveau-Brunswick.
- 9 mai 2009, élection générale en Colombie-Britannique : le Parti libéral conserve sa majorité à l'Assemblée législative ; le NPD britanno-colombienne forme l'opposition officielle.
- 16 mai 2009 : 520 cas confirmés de grippe H1N1 dans tout le Canada, dont 187 en Ontario, 100 en Colombie-Britannique, 71 au Québec, 67 en Alberta, 66 en Nouvelle-Écosse…
- Juin : mise en service à Burnaby de la  Winston Street Overpass , également nommée Central Valley Greenway Bridge, passerelle pour piétons et cyclistes longue de 247 mètres[8].
- 16 juin :  mise en service entre Langley et Maple Ridge du  Golden Ears Bridge , pont routier de 968 mètres de longueur franchissant la Fraser River[9].
- 19 juillet 2009 : environ 17 000 personnes ont dû quitter leur domicile de la région de Kelowna face à l'avancée d'importants feux de forêt qui encerclent la ville. Les feux ont été attisés par l'absence d'humidité, des températures élevées et des vents forts.